# Yosorati
Yosorati is een bestuurslaag in het regentschap Jember van de provincie Oost-Java, Indonesië. Yosorati telt 16.450 inwoners (volkstelling 2010).